# Alexandroupolis flygplats
Alexandroupolis flygplats är en flygplats i Grekland.   Den ligger i prefekturen Nomós Évrou och regionen Östra Makedonien och Thrakien, i den nordöstra delen av landet, 400 km nordost om huvudstaden Aten. Alexandroupolis flygplats ligger 7 meter över havet.